# 장흥관산중학교
장흥관산중학교(長興冠山中學校)는 대한민국 전라남도 장흥군 관산읍 죽교리에 있는 공립 중학교이다.

## 학교 연혁
- 1952년 2월 1일 : 장흥남중학교로 설립인가(6학급)
- 1952년 3월 10일 : 본교 개교 및 입학식 거행
- 1971년 1월 26일 : 장흥관산중학교로 교명 변경
- 2024년 3월 1일 : 제27대 정충기 교장 부임
- 2025년 1월 6일 : 제73회 졸업 29명 졸업(총 졸업생 13,689명 남 7,856명, 여 5,833명)

## 참고 자료
- 장흥관산중학교 - 한국교육학술정보원 학교알리미